# Hasok Chang
Hasok Chang (coréen : 장하석 ; hanja : 張夏碩 ; né le 26 mars 1967) est un historien et philosophe des sciences américain d'origine coréenne, actuellement professeur Hans Rausing au Département d'histoire et de philosophie des sciences de l'Université de Cambridge et membre du conseil d'administration de la Philosophy of Science Association. Il est président de la British Society for the History of Science de 2012 à 2014.
Il s'intéresse à l'histoire et la philosophie de la chimie et de la physique, à la philosophie de la pratique scientifique, à la mesure en mécanique quantique, au réalisme, aux preuves scientifiques, au pluralisme et au pragmatisme.

## Jeunesse et éducation
Chang est né à Séoul en 1967 du fonctionnaire coréen (plus tard homme politique) Che-Shik Chang et de l'enseignante Woo Sook Choi. Chang est le frère cadet de l'économiste Ha-joon Chang et le cousin de l'économiste et professeur à l'Université de Corée Hasung Jang.
Chang étudie à la Northfield Mount Hermon School, dans le Massachusetts, où il est major de promotion en 1985, et est étudiant invité au Hampshire College dans le Massachusetts. Il est diplômé du California Institute of Technology en 1989 avec une licence spécialisée dans un programme d'études indépendantes, se concentrant sur la physique théorique et la philosophie. Il va à l'Université Stanford où il obtient son doctorat en 1993. avec une thèse intitulée Measurement and the Disunity of Quantum Physics. Il est également étudiant diplômé invité à l'Université Harvard.

## Carrière et récompenses
Chang est chercheur associé en physique à l'Université Harvard de juillet 1993 à décembre 1994. En 1995, il part au Royaume-Uni où il travaille comme maître de conférences au Département des études scientifiques et technologiques de l'University College de Londres, devenant professeur en 2008. Chang rejoint l'Université de Cambridge en 2010, devenant professeur Hans Rausing d'histoire et de philosophie des sciences.
Il travaille comme consultant sur la série Shock and Awe: The Story of Electricity de BBC Four et sur Genius of Britain: The Scientists Who Changed the World de Channel 4 . Il apparait dans la série d'EBS Chang Hasok's Science Meets Philosophy de février à mai 2014, où il donne des conférences en coréen.
Chang est membre fondateur du Comité pour l'histoire intégrée et la philosophie des sciences et de la Society for Philosophy of Science in Practice, et il est président de la British Society for the History of Science de 2012 à 2014 et vice-président de 2014 à 2015. Il remporte le prix Lakatos en 2006 pour son livre Inventing Temperature: Measurement and Scientific Progress et en 2013, il remporte le prix international Fernando Gil de philosophie des sciences pour son livre Is Water H2O ? : Evidence, Realism and Pluralism. Le 10 mai 2016, il donne la conférence Wilkins-Bernal-Medawar à la Royal Society.
Il reçoit le prix Abraham Pais d'histoire de la physique en 2021 de l'American Physical Society « pour des études innovantes et influentes sur l'histoire et la philosophie des sciences physiques, notamment des travaux scientifiques sur les preuves scientifiques, l'interaction physique-chimie et les aspects historiques et aspects épistémiques de la physique thermique.

### Anglais
- Inventing Temperature: Measurement and Scientific Progress (2004) [1]
- LIs Water H2O? ? : Preuve, réalisme et pluralisme (2012) [1]
- Realism for Realistic People: A New Pragmatist Philosophy of Science (2022) [8]

### coréen
- 장하석의 과학, 철학을 만나다 (Science Meets Philosophy) (2014)[9]